# Sonate K. 38
Pour les articles homonymes, voir K38.
La sonate K. 38 (F.16/L.478) en fa majeur est une œuvre pour clavier du compositeur italien Domenico Scarlatti.

## Présentation
La sonate en fa majeur, K. 38, est notée Allegro. Stylistiquement elle semble précéder les Essercizi per gravicembalo publiés en 1738. Tout comme les sonates K. 31 à 42 dans la numérotation de Kirkpatrick, qui sont des pièces de jeunesse de sa période italienne et proche du style de Haendel.

## Manuscrit et édition
La sonate est publiée comme numéro 26 de l'édition Roseingrave (Londres, 1739) avec les K. 31 à 42 ; une copie manuscrite est dans Venise XIV 27 et Vienne G 49.

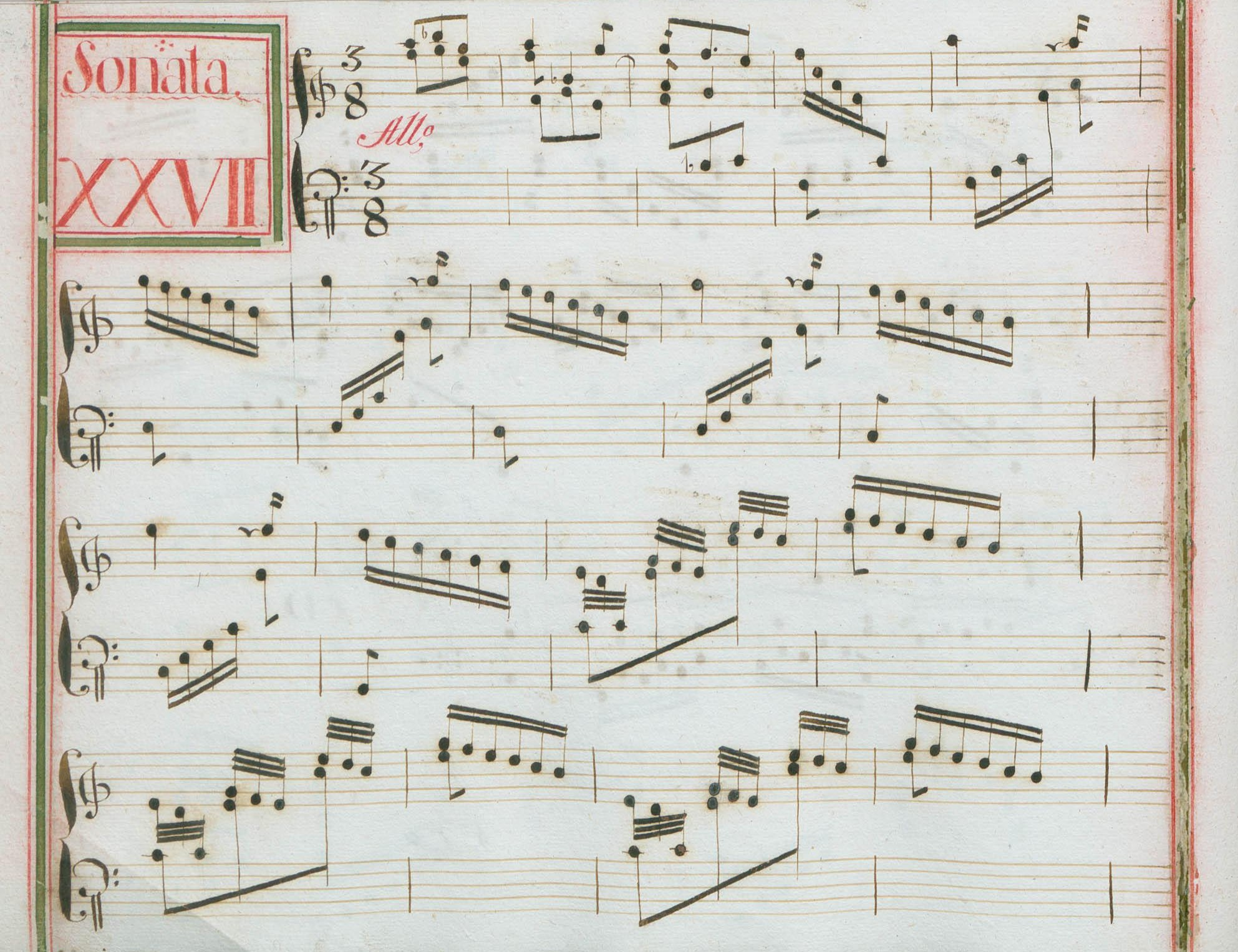
Venise XIV 27.
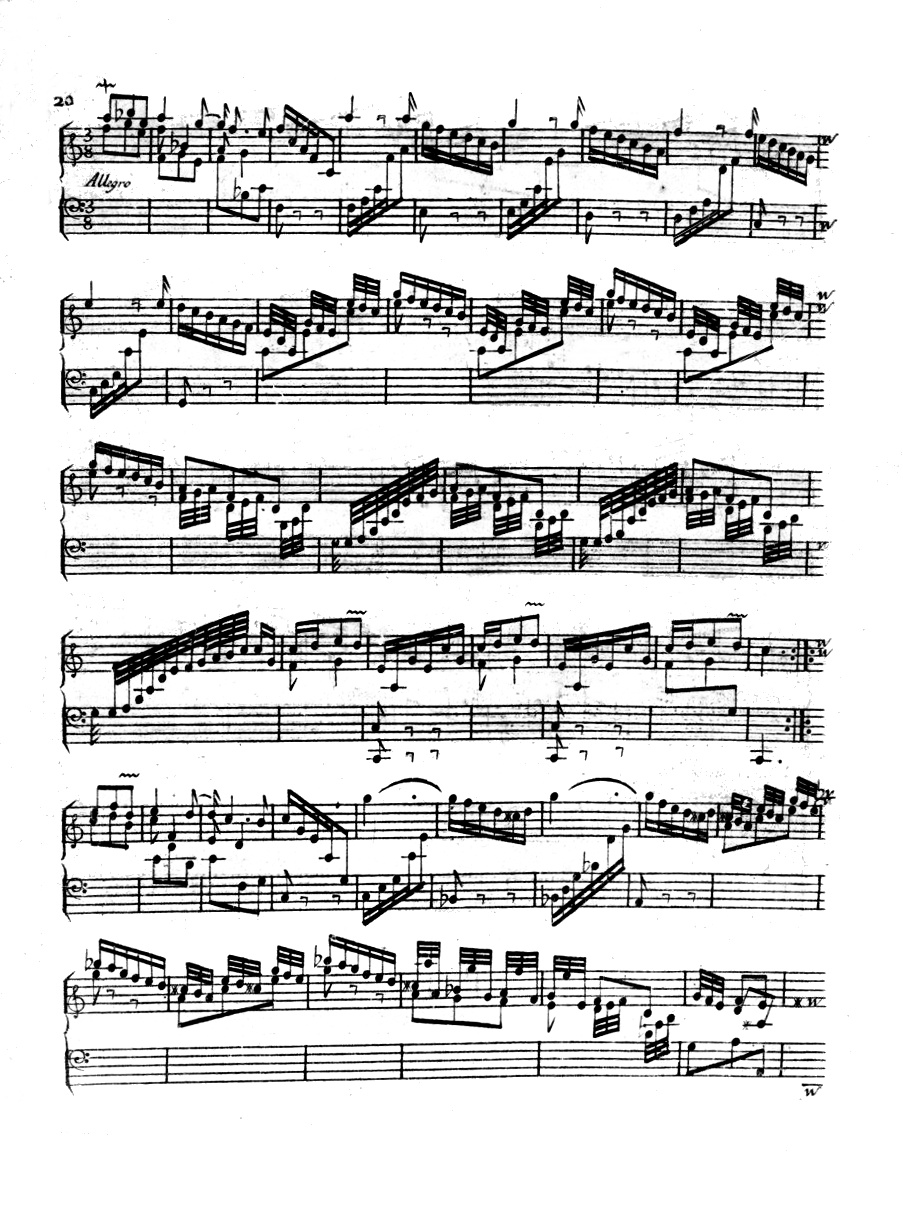
Édition Boivin I 12.

## Interprètes
La sonate K. 38 est défendue au clavecin par Scott Ross (Erato, 1985), Laura Alvini (Frame) et Richard Lester (2005, Nimbus, vol. 6).

## Sources
: document utilisé comme source pour la rédaction de cet article.
- Ralph Kirkpatrick (trad. de l'anglais par Dennis Collins), Domenico Scarlatti, Paris, Lattès, coll. « Musique et Musiciens », 1982 (1re éd. 1953 (en)), 493 p. (ISBN 978-2-7096-0118-4, OCLC 954954205, BNF 34689181).
- Alain de Chambure, « Domenico Scarlatti : Intégrale des sonates — Scott Ross », p. 175, Erato (2564-62092-2), 1985 (OCLC 891183737) .